# Jacky (chanson)
Vous lisez un « article de qualité » labellisé en 2020.
Pistes de Jacky (1965) - Ces gens-là (1966)
Ces gens-là - Jef L'âge idiot - Les Bergers
Jacky ou La Chanson de Jacky est une chanson de Jacques Brel en français, publiée en novembre 1965 par le label Barclay. Jacques Brel en a écrit les paroles, la musique est composée par Gérard Jouannest, et l'orchestration est due à François Rauber.
Elle est diffusée en 1965 en super 45 tours et sur le 33 tours 25 cm Jacky, avant d'être incluse l'année suivante dans le huitième album de Brel Ces gens-là. 
La chanson, fréquemment considérée comme une mise en scène à la fois autobiographique et parodique du chanteur, laisse place à de nombreuses interprétations : ce serait une réflexion sur l'âge, sur la beauté et la laideur, et une annonce du renoncement de Jacques Brel à la scène. Ce dernier joue de toutes ces facettes avec un art de la confusion et du langage qui font écho à sa propre recherche.
La chanson a été fréquemment reprise et adaptée, tant en français qu'en d'autres langues. En 1967, la reprise Jackie de Scott Walker, qui utilise la traduction anglaise de Mort Shuman, connaît un succès commercial attesté par les hits-parades britanniques. En 1968, elle est interprétée à New York dans une comédie musicale à succès : Jacques Brel Is Alive and Well and Living in Paris.
Dès sa création, Jacky  intègre le tour de chant de Jacques Brel, qui l'interprète encore lors de son tout dernier concert, le 16 mai 1967 à Roubaix.

## Thèmes et composition

### Paroles

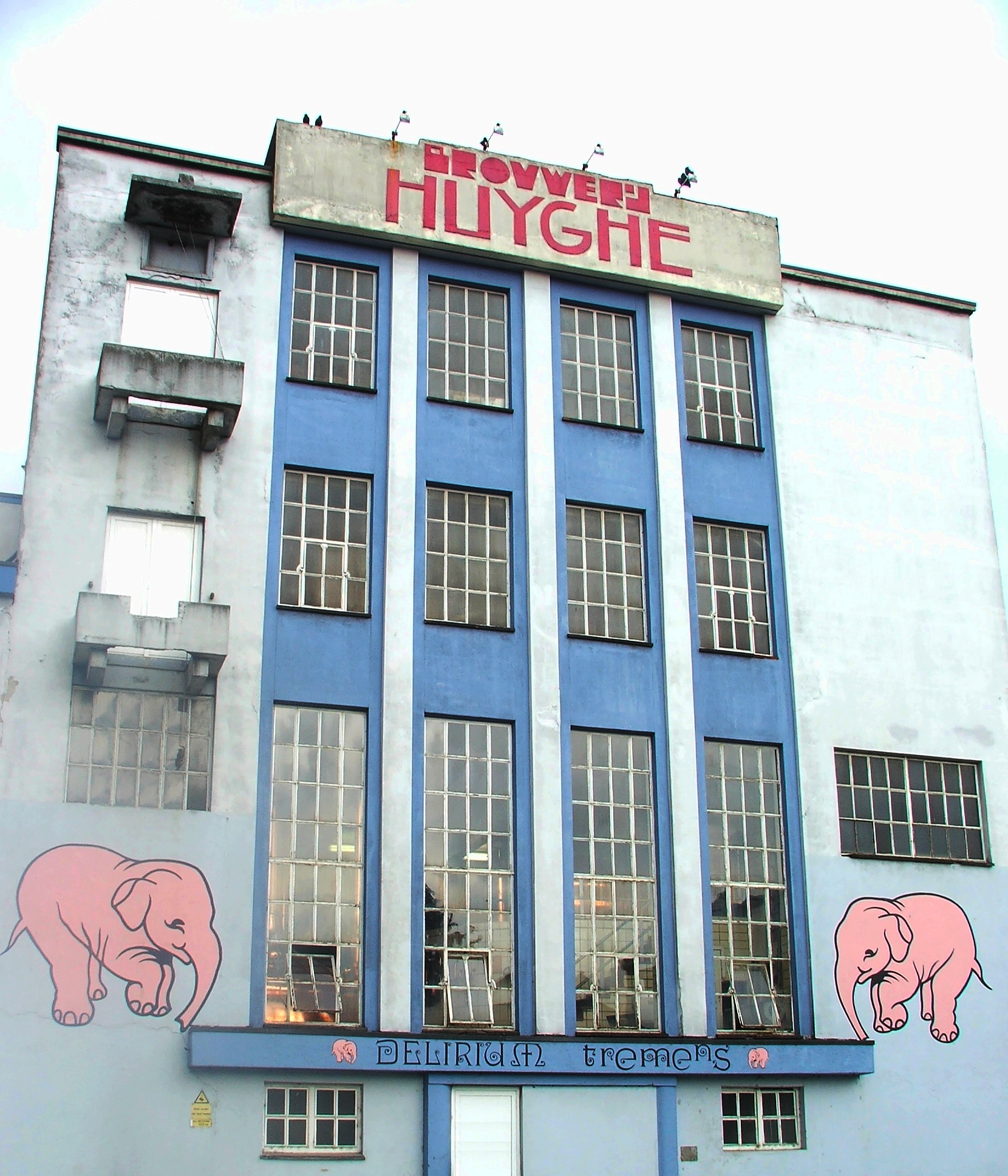
La brasserie Huyghe produit depuis 1989 une bière belge ornée d'un éléphant rose, et nommée Delirium.

La chanson se présente sous la forme d'un récit à la première personne. Un chanteur réfléchit au cours que pourrait prendre sa vieillesse, et craint qu'en tant qu'artiste vieillissant, faute de n'avoir pas su se retirer à temps, il ne doive interpréter chaque soir à Knokke-Le-Zoute des chansons d'amour et des airs de tango devant des groupes de femmes mûres au style vestimentaire exubérant. Il s'appellerait certes Antonio, mais il ne serait qu'un Argentin de Carcassonne, dans le sud de la France, et devrait lui-même se saouler tous les soirs pour pouvoir prétendre démontrer sa virilité. Sa nuit serait peuplée d'éléphants roses, pour lesquels il chanterait les chansons de l'époque où il s'appelait encore Jacky.

Il se voit ensuite propriétaire d'une maison de jeu à Macao, entouré de femmes qui l'appelleraient « le beau Serge ». Il cesserait d'être chanteur et deviendrait maître-chanteur et proxénète, vendrait des cargaisons de drogue et de whisky de Clermont-Ferrand. Puis il se projette au paradis chanteur pour femmes à ailes blanches (ce qui vraiment le surprendrait), où on l'appellerait Dieu le Père « celui qui est dans l'annuaire entre Dieulefit et Dieu vous garde », où là et même avec une barbe blanche, il sait qu'il entendrait encore les anges, les Saints et Lucifer lui chanter la chanson de naguère, où en bas on l'appelait Jacky.

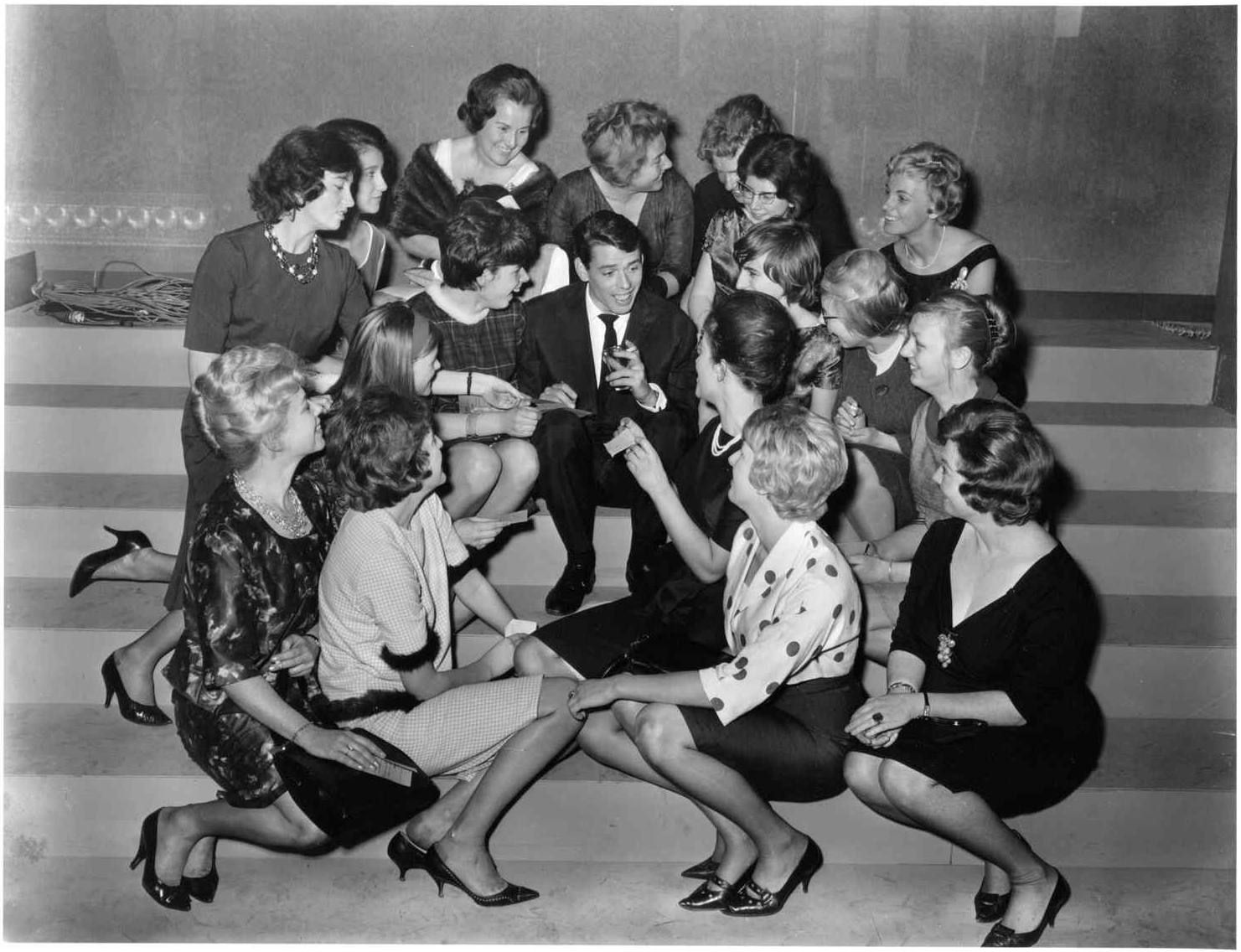
Jacques Brel entouré de fans, en 1962.

Le refrain, parfois jugé opaque, est formé des vers suivants :

« Être une heure, une heure seulement

Être une heure, une heure quelquefois

Être une heure, rien qu'une heure durant

Beau, beau, beau et con à la fois. »

Formellement, le texte se compose de trois fois trois couplets, chacun suivi d'un refrain de quatre lignes. Les couplets contiennent respectivement six, huit et quatre lignes de vers. Différentes séquences de rimes sont utilisées, en commençant par une rime suivie, puis une rime alternée (A-A-B-C-B-C), ensuite une séquence de rimes alternées et embrassées (A-B-A-B-C-D-D-C). Le refrain est à nouveau écrit en rimes alternées. Presque tous les vers commencent par une anaphore, « Même si », un dispositif rhétorique qui sert à structurer et à rythmer le texte ; pour Patrick Baton, chef de l’orchestre symphonique du Conservatoire royal de Liège, cela entraîne une « augmentation progressive de l'excitation » à l'intérieur de chaque vers, comparable à un crescendo en musique.
Maria Spyropoulou Leclanche remarque que la forme du refrain détaché, ou refrain dit populaire, est fréquente chez Brel : « pour peu que l'auteur affectionne la répétitivité, la formule est courante. On en rencontre de nombreux exemples dans l'œuvre de Brel : Saint Pierre, Les Paumés du petit matin, Jef, La Chanson de Jacky entre autres ».

### Mélodie
La musique est composée par Gérard Jouannest, et l'orchestration est due à François Rauber.
La mélodie à quatre temps s'ouvre sur une introduction instrumentale en sol mineur, dont le rythme et l'instrumentation donnent l'impression d'un cheval au galop, voire d'un « air de corrida survolté », les syncopes jouées par les instruments à vent animant le flux musical et ajoutant de la tension.

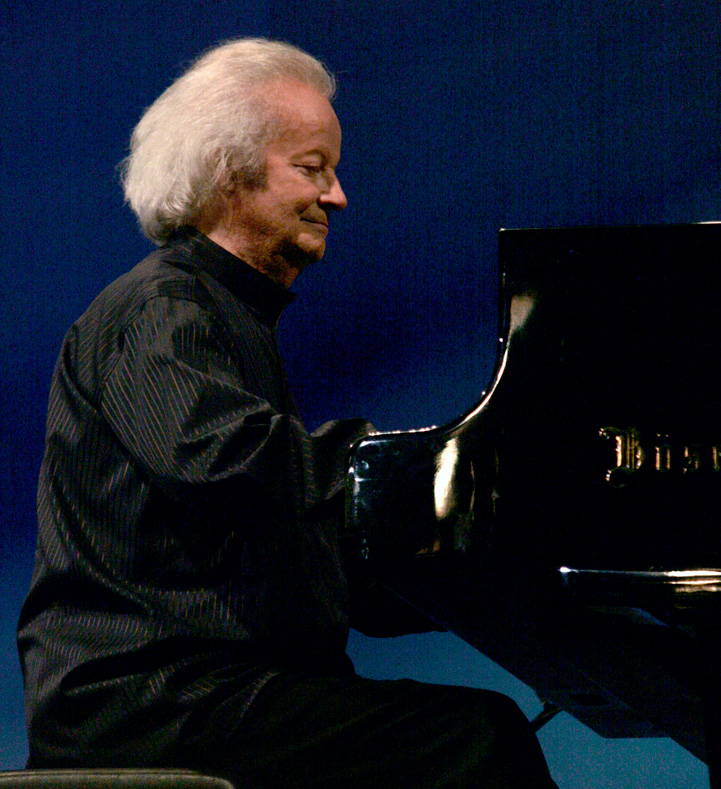
Gérard Jouannest (ici en 2009 à Vienne) a composé la musique de Jacky.

L'ambiance de réjouissance qui en résulte (Vivace), qui se poursuit en arrière-plan pendant les deux premiers couplets, contraste fortement avec le déclin du chanteur décrit dans les paroles. Dans les couplets suivants, la tonalité passe en sol majeur. La transition vers le court troisième couplet se fait par quelques trilles jouées exclusivement au piano, avant que la mélodie ne prenne un caractère quelque peu surchargé, nostalgique et réfléchi lorsque la chanson mentionne la jeunesse de Jacky.
Le refrain est accompagné d'un accordéon et de castagnettes. L'atmosphère change tout d'abord par l'accent particulièrement fort mis sur le dernier mot (con). Avec la dernière phrase du refrain, « à la fois », composée de trois mots monosyllabiques, l'ambiance musicale initiale revient. Le professeur des universités Stéphane Hirschi, la décrit comme une marche triomphale.
Les quelques écarts par rapport à ce schéma de base se retrouvent surtout dans le refrain. Dans les deux premiers refrains, par exemple, la tonalité passe de sol majeur à sol mineur, tandis que dans le troisième, la mélodie reste en majeur, ne changeant que de sol à ré majeur. Le dernier refrain est interprété sur scène par Brel presque comme une prière à mains jointes et sur un ton implorant ; pour Hirschi, ce moment marque « l'abîme absolu dans lequel le chanteur est tombé ».

Dave Thompson du site AllMusic souligne la cohérence avec laquelle les futurs imaginables du chanteur « s'échappent de la voix délicieusement corrompue de Brel », tandis que l'accompagnement instrumental aux couleurs criardes souligne l'atmosphère du chant. Robert Dimery, auteur d'une anthologie de la chanson mondiale, décrit la mélodie de Jacky — en faisant référence à la version de Scott Walker, qui est musicalement très proche de l'original — comme « racée » et un « vrai bijou ».

## Genèse

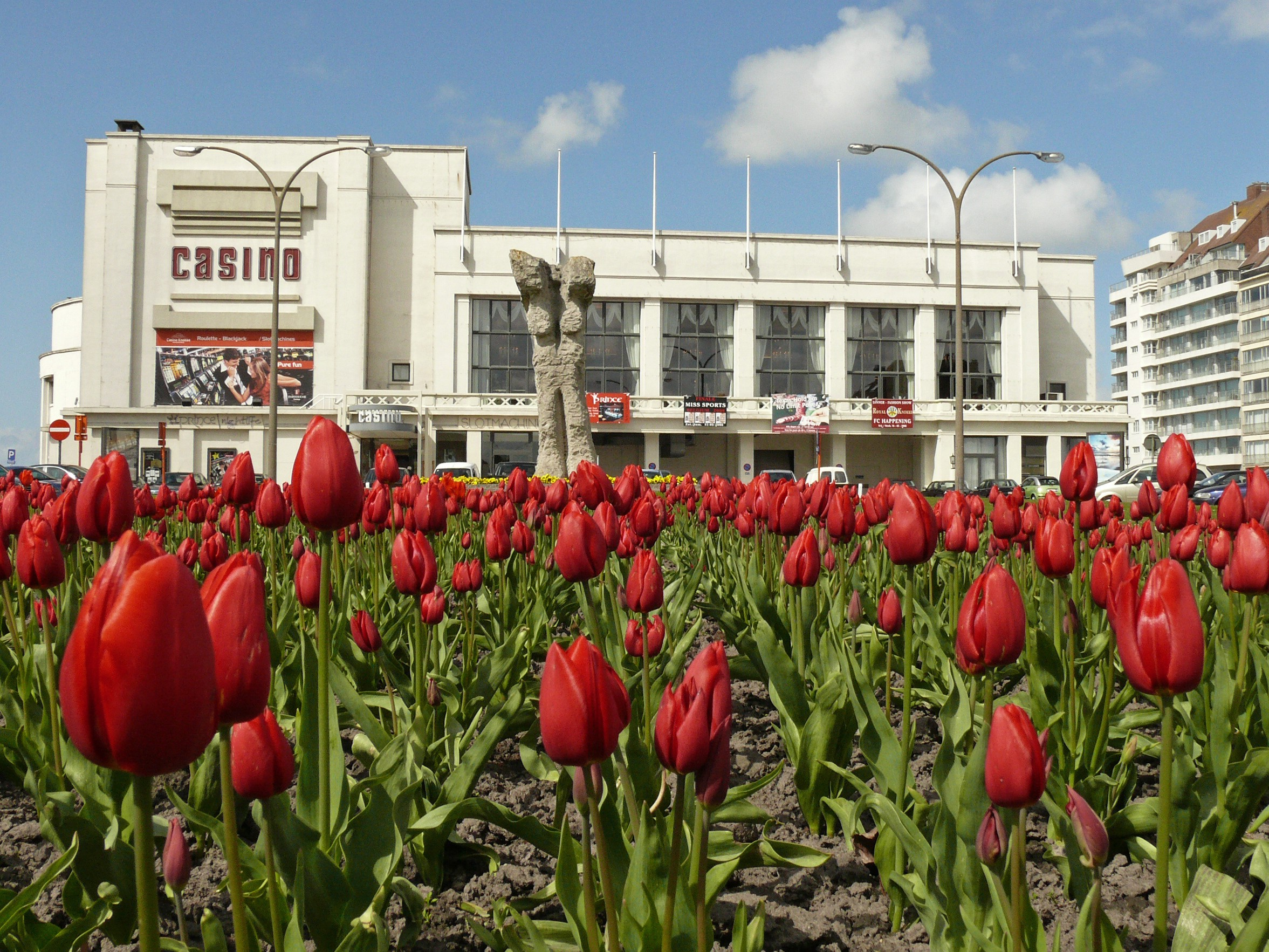
Le casino de Knokke-Le Zoute.

Les sources d'inspiration de la chanson sont diverses : Jacky est tout d'abord le surnom de Jacques Brel enfant, « le petit Brel ». Dans une lettre à caractère autobiographique adressée à un ami, Jacques Brel déprimé formule dès octobre 1955 ses doutes sur sa carrière de chanteur, se décrivant lui-même comme « une sorte de bateau marchand qui vend des chansons ». Plus tard, Brel chante au casino de Knokke-Le-Zoute, après minuit — c'est le deuxième tour de chant —  et « dans le cabaret, on assiste à un tête-à-tête, une épreuve de force entre les insultés, ces bourgeois, ces cochons, ces gens-là, un grand médecin, un industriel, leurs femmes couvertes de diamant et l'insulteur, ce chanteur qui refuse la concession et jubile ».
D'après Eddy Przybylski, Brel récupère pour Jacky une ébauche de refrain imaginé pour une chanson qui se serait appelée « Beau et con », mais dont le thème aurait été très différent. L'esquisse de chanson débutait par « dire n'importe quoi / à n'importe qui / et se dire que Paris / que Paris est à soi ». Pour son biographe, la perte de ses parents a amené Brel à écrire plusieurs chansons, comme Les Vieux ou La Chanson des vieux amants, mais également à réfléchir à son propre destin, à imaginer où sa propre vie le mènera.
Brel a pour habitude d'écrire en voiture, à l'hôtel ou au café : « Brel essaie des mots, des phrases. La mélodie de quelques grands succès surgit ainsi au fil des paysages et des rêveries ». Il demande ensuite de transcrire la chanson, ce qui permet d'arrêter le texte et de déposer le copyright. Le texte de Jacky est déposé à la société belge des auteurs, compositeurs et éditeurs en 1965. Comme Brel ne datait généralement ni ses textes ni ses lettres, et qu'il corrigeait ses textes jusque dans les studios d'enregistrement, la composition date vraisemblablement de 1965.
Elle est enregistrée le 2 novembre 1965,, soit juste après une tournée de trois semaines à travers l'Union soviétique, et juste avant une tournée aux États-Unis.

## Analyse

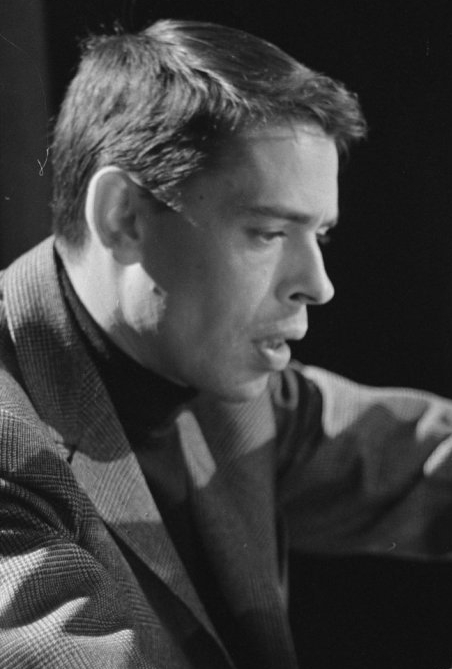
Jacques Brel en 1963.

### Âge et enfance
Le thème de la séparation et des adieux revient particulièrement souvent dans les chansons de Brel, par exemple dans La Mort de 1959, Le Moribond de 1961, Les Vieux de 1963, La Chanson des vieux amants de 1967 et Orly de 1977. Il a également souvent mis en scène le thème de l'enfance et de la jeunesse. Pour Brel, les gens dans leurs premières années possèdent encore la liberté, l'énergie et le don de rêver. Cependant, et surtout dans ses chansons plus tardives comme L'enfance, il ne s'agit pas d'une idéalisation, mais plutôt d'une vision de plus en plus nostalgique qu'un adulte jette sur le « paradis perdu » de l'enfance.
Dans Jacky, ces deux thématiques se rejoignent. Car quel que soit le scénario, et le nom de son ego lyrique dans sa vieillesse — Antonio, Serge voire Dieu le Père lui-même —, le nom qui reste en fin de compte est toujours celui qu'il portait dans son enfance. Pour l'écrivain Bruno Hongre et Paul Lidsky, le principal enseignement de la chanson est que Brel refuse catégoriquement de se vendre ou de se faire des illusions sur ses propres limites : « en quittant l'univers clos dans lequel il ne sait plus rien dire [et] en revenant au jeune Jacky […] il reste fidèle aux [idéaux] de son enfance, dans lesquels il n'y a pas de place pour la poursuite du succès ».

### La beauté des laids
Pour Stéphane Hirschi, l'oxymore « beau et con » vise à assumer et revaloriser la laideur, sur un plan moral et humaniste. C'est cette laideur qui permet au chanteur d'adopter sur scène des comportements que l'on jugerait avilissants, les grimaces, les rôles de composition — comme dans Les Bonbons — et la gestuelle mi-saccadée, mi-dégingandée. Cette honte bue devient une forme d'idéal ironique, par lequel l'interprète, en devenant beau, pourrait se reposer un temps de sa lutte contre la destinée tragique. Hirschi cite Brel sur cette conception salvatrice de la laideur : « Je crois que quand on est vilain tout petit, on se passe très vite de soi en tant qu’être propriétaire. […] On s’aperçoit très vite quand on n’est pas beau, que l’intérêt qu’on peut avoir n’est pas en soi, mais dans le mouvement que l’on peut éventuellement avoir ou dans l’apport que l’on peut éventuellement faire aux autres. Alors que les gens beaux, le pôle d’intérêt c’est eux, et s’ils ne sont pas extrêmement vigilants, ils finissent par croire qu’ils existent ».
Pour Jacques Vassal également, « La Chanson de Jacky, au-delà des cocasseries du vocabulaire et de l'interprétation, est une réflexion sur la souffrance qu'engendre la laideur — thème déjà entrevu dans La Fanette, et qui resurgira dans le film Franz — et la lucidité ».

### Une annonce du renoncement à la scène

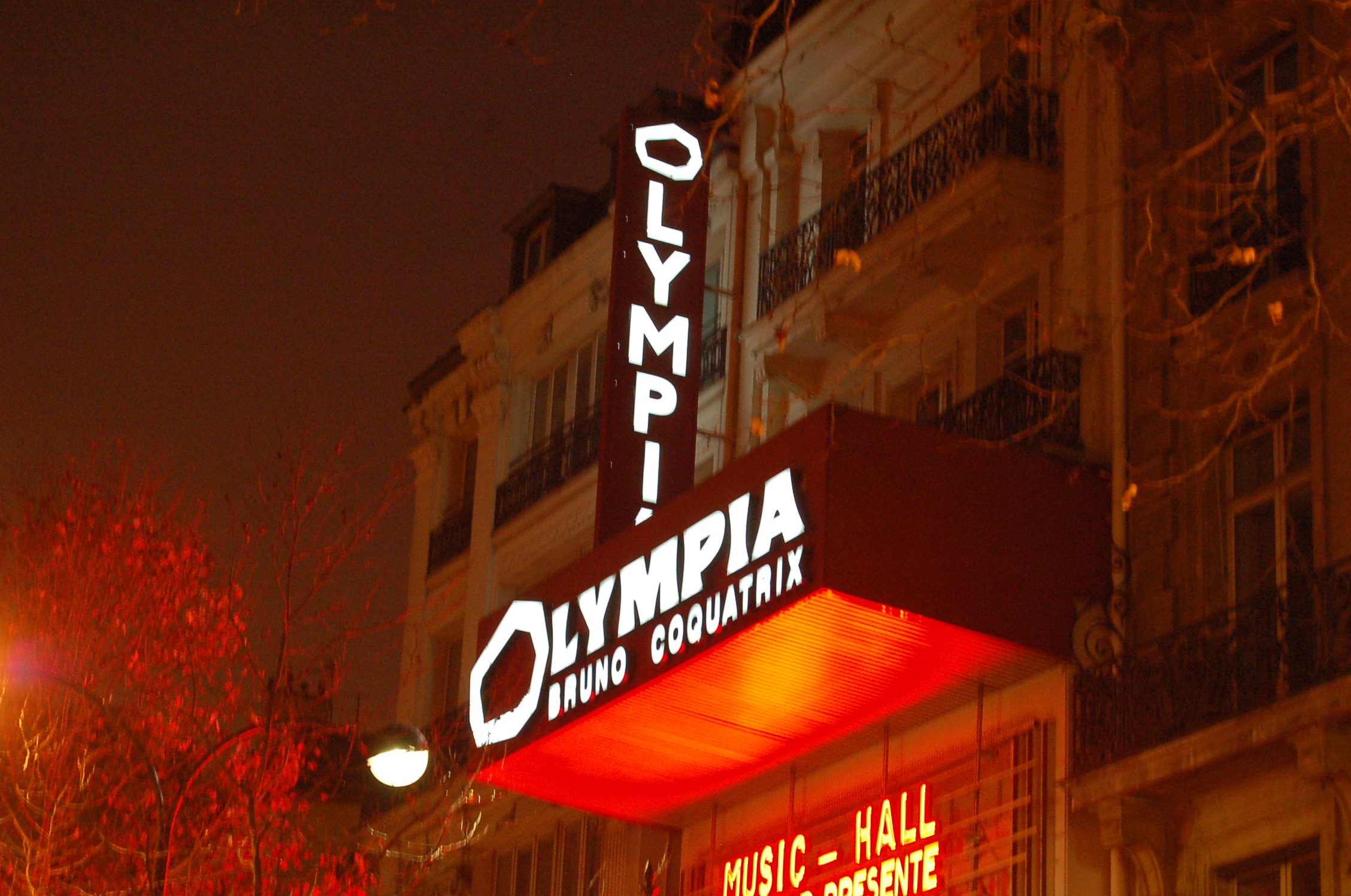
L'Olympia à Paris.

La chanson est fréquemment interprétée comme l'annonce du renoncement prochain de Brel à la scène. Ainsi selon le journaliste belge et biographe de Brel Eddy Przybylski, « il n'est pas défendu d'imaginer que la Chanson de Jacky annonce tout simplement la fin de sa carrière de chanteur. Il n'a pas forcément pris sa décision. Il la soupèse. Il l'annoncera huit mois après la sortie du disque ». Le biographe estime même que Jacky explique « mille fois mieux » la décision de Brel que l'ensemble de ses interviews, pendant lesquelles il variait fréquemment ses réponses en fonction de son humeur.
Selon Dave Thompson, cette « épopée de vie dissolue et de prétentions aux bacchanales […] a été largement interprétée comme étant au moins partiellement autobiographique ».
En effet, l'année 1965 est une période de bouleversement pour Brel ; déjà en 1964, après une performance à l'Olympia, « les rumeurs de retrait du chanteur » deviennent de plus en plus fréquentes. Pendant cette période, selon Gilles Verlant, l'artiste était sur scène presque quotidiennement, se produisant jusqu'à 300 fois par an,, ainsi qu'immédiatement avant et après les enregistrements en studio de cette chanson lors d'une tournée de cinq semaines à travers l'Union soviétique et les États-Unis.
Cela pourrait expliquer sa fatigue croissante de la scène, bien qu'il n'ait que la trentaine. Lors de l'été 1965 à Évian, quelques minutes seulement après la fin du concert, il accourt complètement essoufflé derrière la scène, en regardant Jeremy Bernstein, alors journaliste au New Yorker, et lui confie « un jour, ça s'arrêtera ». Bernstein considère à l'époque qu'il ne s'agit que d'un épuisement momentané. Cependant, Brel s'exprime beaucoup plus clairement dans ce sens auprès de Charles Aznavour en 1966 — comme il l'avait déjà fait auparavant en réponse à une question de son compositeur Gérard Jouannest — et indique « je démissionne parce que je ne veux pas devenir une vieille vedette ». De même, l'été, en marge d'une représentation à Vittel, il explique à son chef d'orchestre François Rauber : « je n'ai plus rien à dire. Je ne veux pas baisser. Je ne veux pas ». Brel a trente-six ans et « burine ce fantasme : la hantise du has-been ». Plus que la fatigue de la scène, c'est surtout le rôle social dévolu à la vedette qui lui pèse : elle le pousse à manquer de sincérité, lui qui veut être honnête.
Pourtant, le biographe de Brel, Olivier Todd, ne reconnait pas « d'impuissance créatrice » au cours de ces années, bien au contraire. Rien qu'en 1964 et 1965, Brel dépose les droits d'auteur de vingt nouveaux textes, dont d'autres chefs-d'œuvre exigeants comme Un enfant, Les Désespérés, Jef, Mathilde et Ces gens-là. Les revenus de Brel provenant des ventes de disque chez Barclay, à l'exclusion des cachets ou royalties pour ses passages à la radio, triplent en une année : de 99 050 à 300 000 nouveaux francs entre 1965 et 1966. En 1967, il prolonge même pour six ans le contrat qui le lie avec le label Barclay depuis 1962. Néanmoins, en octobre 1966, toujours à l'Olympia de Paris, commence la tournée d'adieu de Jacques Brel, qui se termine de façon lugubre à Roubaix en mai 1967, où il chante également Jacky,. Il a alors « pris son envol de ce milieu » et s'est tourné vers un autre art, à savoir le cinéma.
Pour François Gorin, journaliste à Télérama, « l'intro de Jacky souffle une force incroyable, un air de corrida survolté. Quelle urgence à se projeter dans des visions de retraite, à faire feu de la nostalgie future ? Quand Jacques Brel pense, même en chanson, même en fiction, même en satire, à sa fin de carrière, il y met une trépidation démente. On est en 1966, le rythme des tournées l'épuise, trop de galas s'enchaînent, il songe à jeter l'éponge. La Chanson de Jacky est donc aussi un cri d'angoisse ».

### L'art de la confusion

Comme le tableau Les Proverbes flamands de Brueghel l'ancien, Jacky dresse des portraits pittoresques, joue sur les mots et entretient la confusion.

Pour Stéphane Hirschi, le renoncement à la scène est bien une piste d'interprétation, mais pas la plus pertinente. Si « on sait que Brel quittera la scène le jour où il sentira qu'il ne peut plus donner le meilleur de lui-même » Jacky est une « œuvre mise en scène à partir d'une série de tableaux pittoresques » qu'il faut élucider avant tout dans le contexte de l'ensemble de l'œuvre lyrique de Brel, d'autant plus que le refrain est fréquemment jugé opaque.
Selon lui, le parolier joue avec les mots et leurs multiples significations, en inventant parfois même de nouvelles, qui sont difficiles à traduire dans d'autres langues. Hirschi en voit de nombreux exemples dans la seule première partie de Jacky : la parenté entre « Argentin » et « argent » contribue à donner l'impression que le chanteur vieillissant se laisse finalement acheter par ses auditrices âgées, ce qui est paraphrasé par « je brûle mes derniers feux en échange de quelques cadeaux ». Les connotations sexuelles sont parfois explicites, et d'autres fois implicites, et Brel a une passion pour les néologismes : ainsi, « bandonéante » — le joueur de bandonéon est un bandonéoniste — peut aussi être compris comme une composition de « bander » et de « néant », paraphrasant le « pour mieux parler d'virilité ». La soûlographie du chanteur est présentée de façon ironique, sur le mode de l'euphémisme, avec la mention de l'hydromel. Enfin, la même ironie se retrouve dans l'homophonie entre le « maître-chanteur » qui exerce un chantage et le maître chanteur parvenu au sommet de son art.
Mais l'élément central pour Hirschi est la façon dont Brel joue « un jeu d'illusions » avec les différents niveaux de la chanson — rêve et réalité — en passant de l'un à l'autre. L'auditeur ne peut jamais savoir avec certitude auquel des deux états se fier. Car l'auteur chante sur l'avenir d'un chanteur qui, comme Brel lui-même, s'appelle aussi Jacky et qui se produit au casino de Knokke-Le-Zoute. Brel évoque la station balnéaire mondaine dans plusieurs chansons, par exemple Knokke-Le-Zoute Tango ; en 1953, il y avait pris part à un concours de chant, et terminé à l'avant-dernière place. L'univers du tripot de Macao, alors sous administration portugaise, est un « mythe » ou un « stéréotype exotique »  probablement inspiré par le film Macao, l'enfer du jeu, ou par le roman de Maurice Dekobra sorti en 1938, : cependant, pour Hirschi, qui rejoint ici l'analyse d'Olivier Todd,, ce jeu d'illusions est un moyen artistique qui « donne à la chanson un effet dynamique, car pour [Brel] le rêve est aussi sa réalité. Ce mélange, cette confusion est caractéristique de l'univers linguistique de Brel ». Cette ambiguïté est également créée par l'absence du sujet dans le refrain : qui est véritablement décrit comme beau et con à la fois ? La dernière partie de la chanson, qui quitte définitivement le domaine du possible et du réalisme, y contribue également. Avec des images en partie ironiques comme l'annuaire téléphonique céleste, le Brel agnostique exprime sa critique de la promesse d'un paradis parfait. Il montre plutôt que la réalité et l'imagination existent l'une à côté de l'autre, de différentes manières, que l'on soit vivant ou par-delà la mort. Ainsi, avec ce jeu d'illusions et de façon récurrente dans sa carrière, « Brel, éternel incompris, cherche à se comprendre. [...] Il se demande toujours, à la ville comme à la scène : qui est Jacques Brel ? ».

## Parution et accueil
En 1965, Jacques Brel est un artiste reconnu : la collection Poètes d'aujourd'hui lui consacre cette année-là une monographie, il vient d'enchaîner une tournée en URSS et une autre aux États-Unis. Le 4 décembre 1965, au Carnegie Hall et devant une salle comble, son récital débute par Jacky. Le 33 tours Jacky fait partie des trois albums les plus vendus en France pendant la période de Noël 1965, selon le Billboard du 29 janvier 1966.
Lors de la dernière de sa tournée d'adieux à l'Olympia, le 1er novembre 1966, et alors que le spectacle est retransmis en direct sur RTL, il est applaudi pendant vingt-et-une minutes. Claude Sarraute est enthousiaste. Dans le contexte particulier de cette tournée, Jacky est comprise comme une clé du départ du chanteur.
Eddy Przybylski estime que si Jacky reste une chanson marquante, le véritable succès de l'album de 1965 est Ces gens-là. Pour Jérôme Pintoux, cette chanson reste l'un des textes les plus convaincants de Jacques Brel, une « hystérie rafraîchissante », car Brel imagine son propre avenir, et il ne craint pas d'être pris pour un « mégalomane sans limites ». En effet, même si « ses rêves les plus fous se réalisaient, ses illusions les plus folles et les plus cachées deviendraient réalité dans cette chanson ». Brel semble s'être senti comme une sorte de Cyrano au moment d'écrire les paroles — le personnage incarne un homme au grand cœur derrière une apparence disgracieuse — et comme quelqu'un qui a été en partie incompris du public.
Le manuscrit du texte original de Jacky est adjugé chez Sotheby's à 31 950 euros en octobre 2008.

## Discographie des éditions originales
- 1965 : super 45 tours Disques Barclay 70900[24] : Ces gens là, Jacky, L'âge idiot.
- 1965 : 33 tours 25 cm Barclay 80 284, paru sans titre à l'origine[25] : Jacky.
- 1966 : 33 tours 30 cm Barclay 80323S, paru sans titre à l'origine[26] : Ces gens-là.

Captation en public :
- 2016 : Olympia 1964 - 1966 (sortie posthume)

La chanson est souvent reprise dans de nombreuses compilations.

## Interprétations télévisées
Brel interprète Jacky en public pour l'émission le Palmarès des chansons le 10 novembre 1966. Il est accompagné par le grand orchestre de Raymond Lefèvre. Roger Pradines signe la réalisation. Olivier Todd estime qu'il s'agit, avec Brel à l'Olympia, du meilleur témoignage de « sa puissance d'interprète, de ses dignités de professionnel ».
Une version plus intimiste est enregistrée, également en 1966 pour l'émission Discorama réalisée par Raoul Sangla.

## Postérité
« Et que ce soient les autres qui chantent. »

— Brel, Jacky.
Jacky a été adaptée et reprise par un grand nombre d'interprètes, parmi lesquels Florent Pagny,, Bernard Lavilliers, Bénabar, Salvador Sobral, The Divine Comedy, Scott Walker. Un site spécialisé recense, en avril 2020, 137 adaptations et reprises de Jacky: seules quelques-unes sont présentées ici.

### Reprises

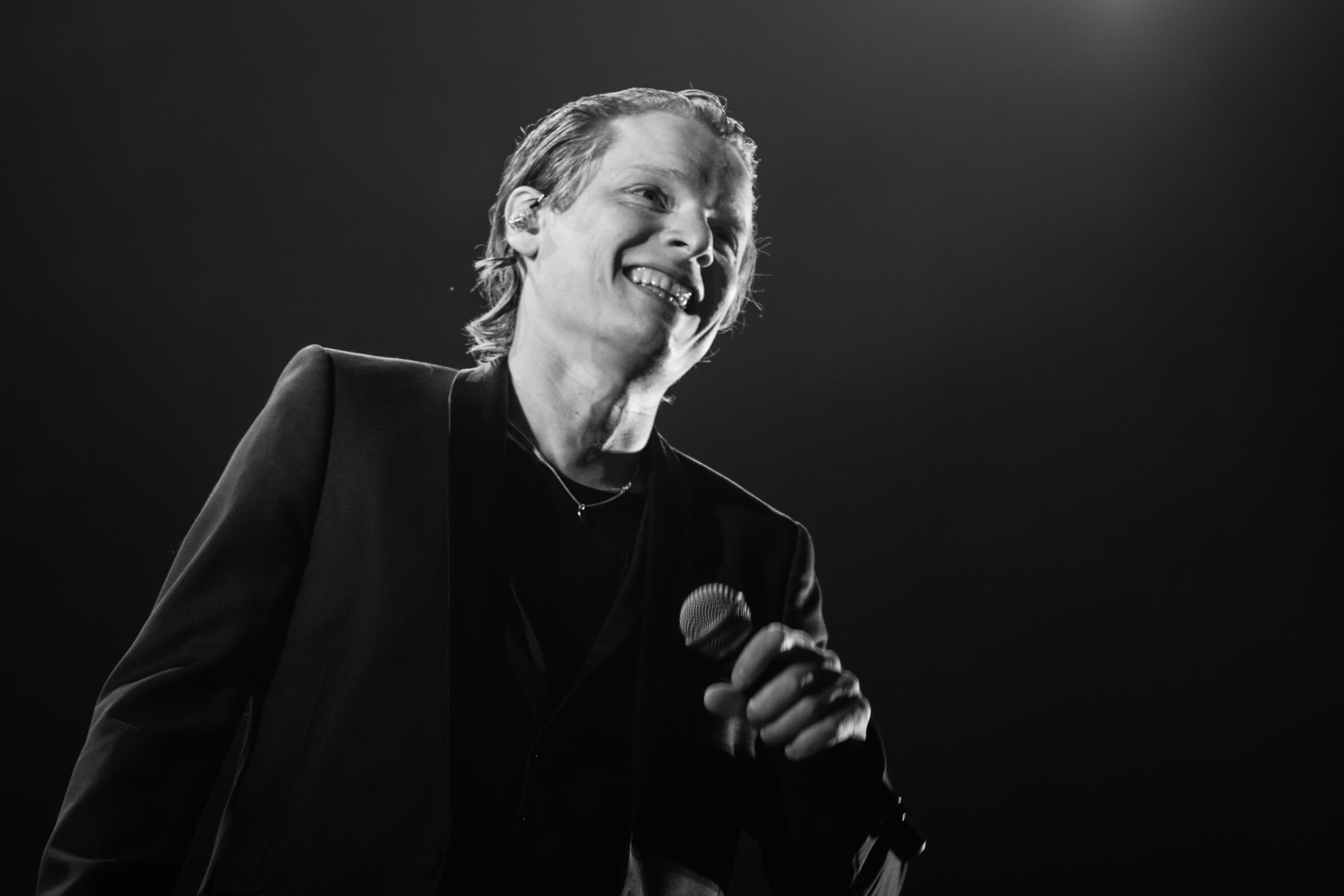
Bénabar au Brussels Summer Festival en 2012.

- Bénabar au Brussels Summer Festival en 2012.1995 : Kent et Michel Fugain (duo Taratata)[39].
- 1997 : Dominique Horwitz[40].
- 2003 : Bénabar reprend la chanson lors de la réédition de l'album Aux suivant(s)[34].
- 2004 : Les Croquants reprennent Jacky[41].
- 2007 : La Chanson de Jacky est la première piste de l'album Pagny chante Brel de Florent Pagny[31].
- 2010 : Vincent Blanchard, du groupe de folk-rock Joad[42].
- 2011 : Ute Lemper[43].
- 2019 : Bernard Lavilliers[33], sur des arrangements de Larry Klein, incarne un crooner. Le fond de guitare swing et castagnettes met en avant le caractère pathétique et attachant de Jacky[44].

### Adaptations

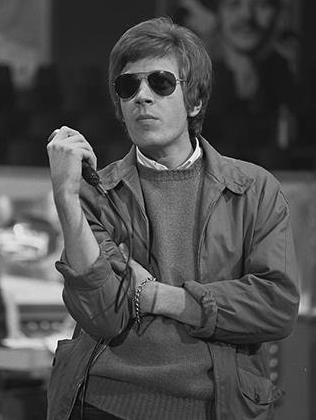
Scott Walker en 1968.

#### Jackiepar Scott Walker
En 1967, le chanteur américain Scott Walker, qui s'était déjà fait un nom en Europe avec les Walker Brothers avant de commencer sa carrière solo, découvre Brel par l'entremise d'une amie allemande et triomphe avec Jackie, arrangée par Wally Stott,.
Walker contribue à donner aux chansons de Brel un public plus large, surtout en Grande-Bretagne. Jackie, dans la traduction réussie de Mort Shuman en single sur le label Philips, atteint la 22e place des charts britanniques en décembre 1967, ce qui en fait le titre de Brel le plus vendu au Royaume-Uni à l'époque. La chanson a également été incluse dans l'album Scott 2, qui atteint la première place des charts britanniques au début de 1968, alors même que la BBC a refusé de diffuser la chanson sur ses chaînes de radio et de télévision en journée en raison de la mention explicite du proxénétisme et des maisons closes, du trafic de drogue, comme de certaines formulations jugées grossières,. Walker réagit à cette censure en faisant l'éloge de Brel et de Jouannest : « j'ai publié Jackie parce qu'elle est si raffinée et si belle ». À l'inverse, Brel aurait décrit Walker comme le plus important interprète de ses chansons.
Pour Roland Dérudet, « devenu idole pour (très) jeunes filles et condamné dès lors à interpréter des bluettes qu’on lui impose plus ou moins, Scott Walker flippe. Avant de fatalement devenir ringard il commence à chanter du Jacques Brel en solo (via les traductions en anglais de Mort Shuman). Il ne les reprend pas, ils les incarne, jetez donc une oreille sur ses versions de Mathilde ou de Jacky, c’est renversant ».
Les adaptations de chansons de Brel jouent un rôle clé dans la carrière de Scott Walker. D'une part, parce qu'elles ont tellement contribué à la réception de Brel au Royaume-Uni que pour de nombreux interprètes postérieurs de Brel, les figures de Walker et de Brel sont inextricablement liées. D'autre part, parce que l'évolution artistique de Walker et son positionnement dans le système culturel et musical — d'idole de la pop malgré lui dans les années 1960, à la figure de l'artiste d'avant-garde dans les années 1990 — doivent beaucoup à la façon dont Walker a réinterprété les chansons de Brel. « Voici un Américain, qui vit en Europe, et qui déterre un Français » : le jugement porté en 1968 par un présentateur de la BBC souligne une incongruité qui est choisie et assumée par Walker ; les thématiques de Jacky — la vieillesse, la prostitution, la parodie de la gloire — ne sont alors chantées dans le monde anglophone que par des groupes indépendants, tournant le dos au système commercial, comme The Velvet Underground.

#### Charliepar Suzanne Gabriello

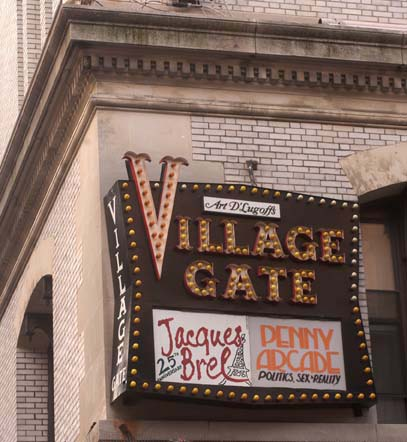
Le Village Gate lors du du spectacle musical Jacques Brel is alive and well and living in Paris.

En 1968, Suzanne Gabriello, un temps compagne de Jacques Brel,, adapte Jacky en une parodie, Charlie. Le texte met en scène le Président de la République Charles de Gaulle, dans le contexte de la crise de mai 1968 : « être une heure, une heure en gros plan beau pour... tous les cons à la fois ». La journaliste Claude Sarraute estime alors, à propos de cette adaptation, que « ce n'est ni bête ni méchant, c'est de bonne guerre chansonnière ».

#### Jackieen comédie musicale à New York
En 1968, Jackie fait partie du tour de chant de la comédie musicale Jacques Brel Is Alive and Well and Living in Paris, créée Off-Broadway le 22 janvier 1968 au Village Gate à Greenwich Village (New York), et qui reste à l'affiche plus de quatre ans. Mort Shuman a traduit la plupart des textes de Brel, et a collaboré avec Eric Blau pour la traduction de Jacky en anglais. L'épouse de Brel, Miche, y assiste trois mois après la première, et rapporte que « c'est du Brel américanisé ». Invité à l'occasion du cinquième anniversaire du spectacle, Brel est, sur place, à la fois ému et embarrassé : « on a l'impression d'être mort... d'être un vieux, très vieux monsieur. Un hommage à Brel ? ».

#### Autres adaptations
- 1977 : Peter Straker[58].
- 1986 : Momus propose une version dans laquelle le personnage devient Nickie, d'après son propre prénom Nick[59].
- 1986 : Marc Almond[60] livre, selon François Gorin, une version « toute en fragile grandiloquence, qui curieusement, loin de la virilité brélienne, s’approche au plus près de l’essence de la chanson »[61]. En octobre 2009, Momus, Marc Almond et la chanteuse irlandaise Camille O'Sullivan chantent Jacky en trio au Barbican à Londres[62].
- 1994 : Neil Hannon (The Divine Comedy) reprend Jackie dans une version bilingue franco-anglaise[36], marquée par une emphase, une ironie distanciée et des envolées lyriques dont il est familier[63].
- 1996 : Jean-Louis Rassinfosse accompagne le trio l'Âme des Poètes dans une version instrumentale jazz de Jacky[64].
- 1997 : le chanteur allemand Klaus Hoffmann, qui interprète de nombreuses chansons de Brel, reprend Jacky[65] dans une version plus mélancolique et nostalgique[66].
- 2012 : le groupe de Liverpool Dead Belgian[67] revendique une interprétation « sale » de Jacky, à l'opposé de celle de Scott Walker[50].
- 2012 : le groupe Secret Chiefs 3[68] assume une recherche de nostalgie avec Jacky[69].

### Postérité littéraire
La romancière Michèle Halberstadt lui rend hommage dans son œuvre La Petite : « Certes, cette destination ne sonnait pas très avantageusement aux oreilles de mes camarades de classe, qui en trouvaient le nom ridicule, jusqu'à ce qu'en 1966, Jacques Brel, dans sa Chanson de Jacky, l'anoblisse enfin :
 Même si un jour, à Knokke-le-Zoute,
Je deviens, comme je le redoute, 
Chanteur pour femmes finissantes... ».